# Serebro
Serebro» («Серебро») — російський жіночий поп-гурт, утворений 2006 року російським музичним продюсером Максимом Фадєєвим. Ольга Серябкіна (з 2006 по 2019) є авторкою текстів пісень групи. Перший публічний виступ відбувся у фіналі конкурсу пісні «Євробачення 2007», де «Serebro» зайняло 3-е місце з піснею «Song №1».
З моменту створення група видала три студійних альбоми: «ОпіумRoz», «Mama Lover» та «Сила трьох». Також група випустила тринадцять радіосинглів, п'ять з яких очолювали російський радіочарт. Група грає відразу в декількох жанрах, таких, як: поп, поп-рок, європоп, тріп-хоп та синті-поп.  
Як і інші колективи, гурт славився частими змінами складу. В червні 2009 колектив покинула Марина Лізоркіна, і її замінила Анастасія Карпова. В жовтні 2013 року Карпову змінила Дар'я Шашина. В травні 2014 року Олена Темнікова по стану здоров'я розірвала контракт с MALFA достроково і її тимчасово замінила Анастасія Карпова, а в червні того ж року Поліна Фаворська. З 2016 року склад змінювався щорічно. У травні 2016 року Шашину, покинувшу колектив по стану здоров'я, замінила Катерина Кіщук. В січні 2018 Фаворську змінила Тетяна Моргунова. В жовтні 2018 Ольга Серябкіна заявила своє бажання покинути коллектив, а згодом Катерина Кіщук і Тетяна Моргунова. Пізніше було заявлено о повній заміни складу. В лютому 2019 року солістками стали Ірина Тітова, Маріанна Кочурова і Єлизавета Корнілова. Однак після виходу першого синглу у новому составі, який отримав негативні відгуки від фанатів группи, в жовтні 2019 року Максим Фадєєв оголосив що группа «Serebro» припинила своє існування. Наразі право на виконання пісень гурту належить Ользі.

## Склад групи
| Період                          | Склад               | Склад             | Склад             |
| ------------------------------- | ------------------- | ----------------- | ----------------- |
| Червень 2006 — Червень 2009     | Олена Темнікова     | Ольга Серябкіна   | Марина Лізоркіна  |
| Червень 2009 — Вересень 2013    | Олена Темнікова     | Ольга Серябкіна   | Анастасія Карпова |
| Жовтень 2013 — Травень 2014     | Олена Темнікова     | Ольга Серябкіна   | Дарина Шашина     |
| 15 травня 2014 — 15 червня 2014 | Анастасія Карпова   | Ольга Серябкіна   | Дарина Шашина     |
| Червень 2014 — Травень 2016     | Поліна Фаворська    | Ольга Серябкіна   | Дарина Шашина     |
| Травень 2016 — 31 грудня 2017   | Поліна Фаворська    | Ольга Серябкіна   | Катерина Кіщук    |
| Січень 2018 — Лютий 2019        | Тетяна Моргунова    | Ольга Серябкіна   | Катерина Кіщук    |
| Лютий 2019 — Жовтень 2019       | Єлизавета Корнілова | Маріанна Кочурова | Ірина Тітова      |
| Листопад 2024 – по наш час      | Діана Рак           | Айгуль Валіуліна  | Дарія Кузнецова   |

### Колишні учасники
- Марина Лізоркіна (нар. 9 червня 1983, Москва) — закінчила естрадно-джазову академію. Колишня солістка групи «Формула», разом з якою записала кілька пісень для російського серіалу «Приречена стати зіркою». У «Serebro» потрапила за оголошенням.

- Олена Темнікова (нар. 18 квітня 1985, Курган) — в 2003 році брала участь у музичному телепроєкті Першого Каналу — «Фабрика Зірок-2», де і познайомилася з Максимом Фадєєвим, який був головним продюсером проекту. На «Фабриці Зірок» Лена зайняла 3-е місце, після чого був підписаний контракт з Максимом Фадєєвим і лейблом «Моноліт Рекордс». Брала участь у телепроєкті «Останній герой», а також виконувала соло в мюзиклі «Аеропорт». Лена записала дві пісні «Біжи» і «Таємниця», після чого вирішила закінчити сольну кар'єру, тому що, за її словами, вона бачить себе тільки в жіночій групі.

- Анастасія Карпова (нар. 2 листопада 1984, Балаково) — з дитинства цікавилася музикою, але вирішила присвятити себе балету. Також відвідувала уроки співу, після чого вирішила почати кар'єру співачки.

- Дарія Шашина (нар. 1 вересня 1990, Нижній Новгород) — студентка  Глінки, відділення «актор музичного театру». Закінчила музичну школу за двома класами — скрипка і фортепіано. У дитинстві навчалася в Англії. З 2012 року жила в Америці, де навчалася на вокальних і мовних курсах.

- Поліна Фаворська (нар. 21 листопада 1991, Подольськ) — закінчила відділення «Реклами і pr» Вищої школи економіки, з 2010 року — штатний артист Продюсерського центру Максима Фадєєва, в минулому — учасниця шоу «Канікули в Мексиці 2».[2]

- Ольга Серябкіна (нар. 12 квітня 1985, Москва) — з 7 років займалася бальними танцями, є кандидатом у майстри спорту. Брала участь у багатьох танцювальних конкурсах. Закінчила «Школу мистецтв» як «естрадний виконавець». Є професійним перекладачем з англійської та німецької мов. Працювала бек-вокалісткою у підопічного Фадєєва — Іраклія, де і познайомилася з Оленою Темніковою. Також пише тексти пісень для групи «Срібло» та інших проектів Фадєєва.

- Катерина Кіщук (нар. 13 грудня 1993, Тула) — учасниця групи з 2016 року, у минулому фотомодель, модель, професійна танцівниця хіп-хопу. Потім дівчина вирішила що їй потрібно зайнятися мистецтвом і поступила до Московського інституту культури .

- Тетяна Моргунова (нар. 25 січня 1998, Актобе) — народилася і жила в Казахстані, потім переїхала в Санкт-Петербург, де навчається у СПбПУ Петра Великого, працювала фітнес-тренером. Виграла кастинг в Instagram, ставши новою солісткою.

- Ірина Титова (нар. 22 січня 1997, Електросталь)

- Єлизавета Корнілова (нар. 22 червня 2000, Москва)

- Маріанна Кочурова (нар. 6 липня 1996, Санкт-Петербург)

## Історія

### Формування першого складу групи
Після того, як майбутня солістка «Serebro», Олена Темнікова, взяла участь у другому сезоні телепроєкту «Фабрика Зірок», вона стала співпрацювати з продюсером Максимом Фадєєвим. У ході роботи Олена вирішила не починати сольну кар'єру, а сформувати жіночу групу, переважно з 3-х чоловік.
З 2005 року розпочався пошук двох майбутніх солісток групи. Ольга Серябкіна працювала бек-вокалісткою у підопічного Фадєєва — Іраклі, де вона і познайомилася з Оленою Темніковою. Зав'язалася дружба, і Олена запросила Олю на прослуховування в групу. Третю учасницю групи, Марину Лізоркіну, Максим Фадєєв знайшов в інтернеті. У 2006 році група остаточно сформувалась і почала репетирувати. Випуск першого синглу був намічений на 2008 рік, а до цього група повинна була репетирувати і записувати матеріал у студії.

### 2007: «Євробачення»

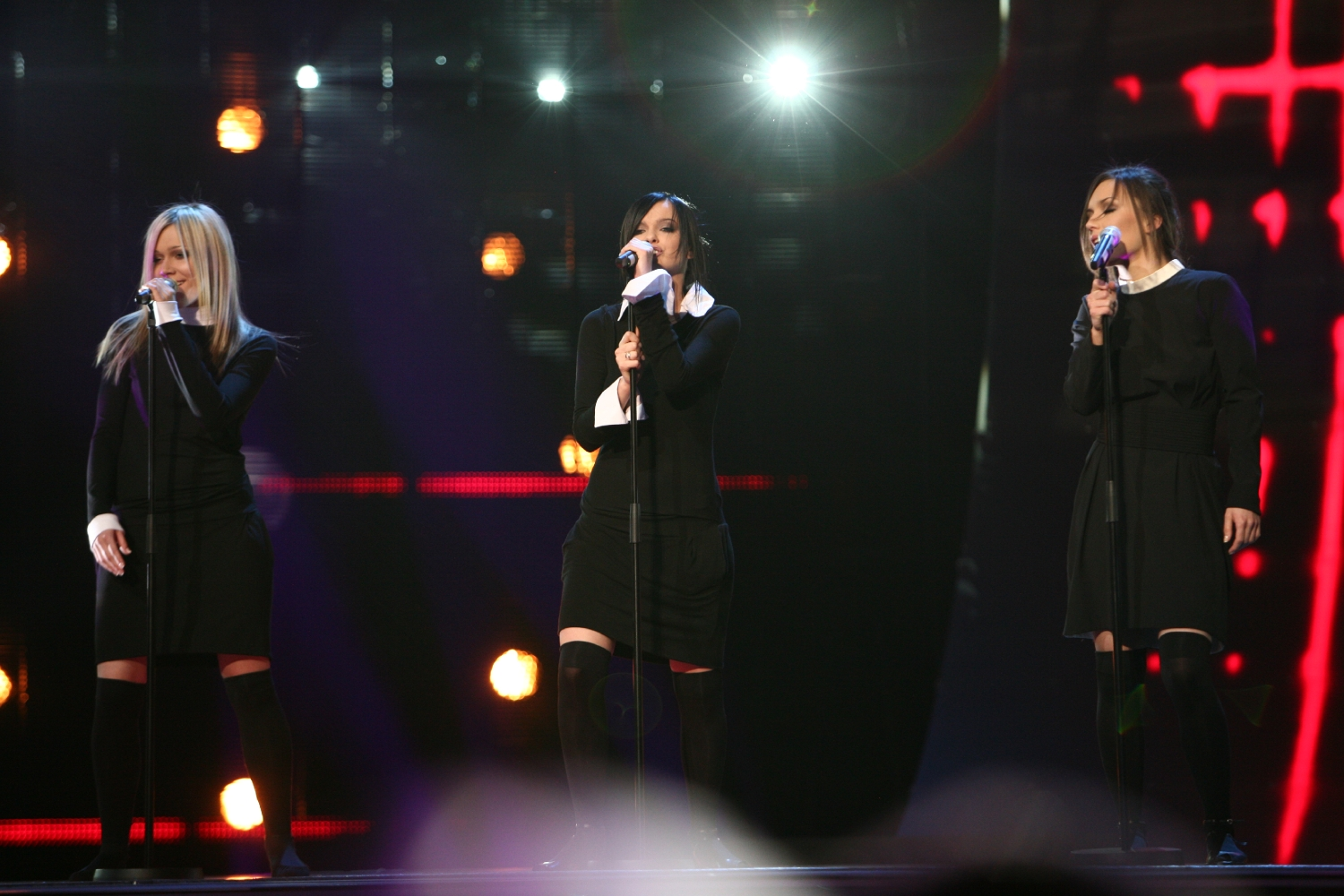
«Serebro» на «Євробаченні-2007»

У 2007 році один з продюсерів «Першого Каналу» попросив показати Максима Фадєєва, над чим він працює в даний момент. Фадєєв дав прослухати демоверсію пісні «Song # 1». Через кілька днів Фадєєву подзвонили і сказали, що хочуть побачити дівчат вживу, на національному відборі конкурсу пісні «Євробачення 2007». Відбір пройшов 10 березня, одноголосним рішенням журі було вирішено, що на «Євробачення» їде нікому не відома група «Serebro», а 14 березня студійна версія пісні вийшла в ефір «Європи Плюс». Пізніше був знятий відеокліп, кадри з якого використовувалися для реклами «Євробачення» на «Першому Каналі».
За результатами Євробачення 2006 року, на якому Діма Білан зайняв 2-е місце, «Serebro» проходили у фінал, не беручи участь у півфіналі. Фінал конкурсу, що проходила 12 травня 2007 року в спортивно-розважальному комплексі Hartwall Areena в Гельсінкі, збігся з першим публічним виступом тріо. Дівчата виступали під номером 15 і за результатами глядацького голосування набрали 207 балів і посіли 3-е місце, поступившись представниці з Сербії Марії Шерифович з піснею «Молитва» і представниці з України Вєрці Сердючці з піснею «Dancing Lasha Tumbai».

### 2007—2008 роки
Успішний старт групи зробив її популярною не тільки в Росії, але і в цілому ряді європейських країн. Дебютний сингл «Song # 1» очолив російський радіочарт і увійшов в офіційні чарти синглів Швеції, Данії, Швейцарії, Латвії та Великої Британії. У червні 2007 була випущена російська версія пісні — «Пісня № 1». У цьому ж році були публічно виконані ще дві нові пісні групи «Serebro»: «Дихай» — лірична балада, на яку було знято кліп, а також «Whats Your Problem» — англомовна пісня в стилі поп-рок. За підсумками 2007 року «Serebro» виграли в номінації «Дебют Року» на церемонії нагород MTV Russia Music Awards, а також в аналогічній категорії на премії «ZD Awards». Міжнародна музична премія «World Music Awards» визнала групу найбільш продаваним російським артистом року. Група була названа відкриттям року в рейтингу газети «Комерсант», а також була відзначена преміями «Нові пісні про головне», «Золотий грамофон» та «Пісня року».
Навесні 2008 року в ротацію провідних радіостанцій країни потрапляє нова пісня «Опіум». Режисером кліпу на неї став продюсер колективу Максим Фадєєв. Також була записана англійська версія пісні — «Why». У листопаді 2008 року почалася ротація нової пісні «Скажи, не мовчи», а в грудні вона очолила російський радіочарт, ставши третім радіосинглом групи, що дістався до вершини чарту, і четвертим синглом поспіль у верхній трійці, так як пісня «Дихай» дісталася до 2 строчки. Також цей сингл 13 тижнів поспіль очолював російський радіочарт. У листопаді 2008 року на церемонії MTV Russia Music Awards, де «Serebro» було визнано «Найкращою групою», дівчата виконали нову пісню «Sound Sleep».

### «ОпіумRoz»
25 квітня 2009 вийшов дебютний альбом «Serebro» «ОпіумRoz», до якого увійшло 11 треків. Серед них — вже відомі пісні «Song # 1», «Дихай», «Опіум», «Скажи, не мовчи», сольні пісні учасниць тріо, а також англомовні треки. Провідні музичні видання країни, зокрема, авторитетний журнал зі світовим ім'ям «Billboard», назвали дебютний альбом групи «Serebro» «найбільш очікуваним релізом року». Презентація альбому, на яку міг потрапити будь-хто, відбулася на Поклонній горі. Концерт тріо цього дня відвідало близько 70 тисяч чоловік.

### 2009—2011
У червні 2009 року групу залишила Марина Лізоркіна, і її замінила нова солістка Анастасія Карпова. У новому складі «Serebro» записали пісню «Солодко» («Like Mary Warner»), автором тексту до якої стала учасниця тріо Ольга Серябкіна. За першу добу на порталі «Tophit» цю пісню скачало рекордну кількість радіостанцій.
У вересні «Солодко» потрапила на перше місце хіт-параду «100 найбільш ротованих пісень» авторитетного Інтернет-ресурсу Moskva.fm і досягла вершин чартів «Top Hit 10 Weekly», «10 Audience Choice» і «10 Moscow Weekly».
У грудні 2009 року в інтернеті поширилися чутки про те, що солістка групи Олена Темнікова покидає колектив. Однією з версій догляду з'явився роман з композитором Артемом Фадєєвим, рідним братом продюсера Максима Фадєєва, який змусив Олену відмовитися від подальшої роботи в групі. 30 листопада на офіційному сайті групи був оголошений кастинг на місце вокалістки. Однак офіційної заяви про зміні солістки не послідувало. Група продовжує роботу в колишньому складі: Олена Темнікова, Ольга Серябкіна та Анастасія Карпова.
Наприкінці 2009 року «Serebro» втретє поспіль отримало премію «Золотий грамофон» за хіт «Скажи, не мовчи», а пісня «Солодко» була відзначена нагородою «Пісня року». А також тріо взяло участь у концерті «Найкращі пісні», де був відзначений їх хіт «Солодко».
19 квітня 2010 група записала новий сингл «Не час». А 26 травня на цю пісню був випущений однойменний кліп. Кліп досягав вершин хіт-парадів музичних телеканалів країни. 4 серпня була презентована англійська версія пісні — «Sexing U». У серпні група як гості фестивалю «Нової Хвилі 2010» на творчому вечорі Давида Тухманова, де виконала свою версію пісні «Good Night» (Доброї ночі).
У вересні група «Serebro» була номінована на престижну премію MTV EMA 2010 А в жовтні група номінувалася на міжнародну церемонію музичних нагород — «ОЕ Video Music Awards 2010» у п'яти номінаціях. За підсумками голосування «Serebro» отримали нагороду в номінації «Best International Video» за кліп «Не час».
У листопаді 2010 року виходить новий номер російського видання журналу «Billboard» з групою «Serebro» на обкладинці. 1 листопада 2010 на порталі Tophit відбулася прем'єра нового синглу групи «Давай триматися за руки». У грудні «Serebro» знову взяло участь у фестивалі «Пісня року», а Ольга Серябкіна стала володаркою премії «Пісня року — 2010» як автор текстів у пісні «Не час» і «Москва-Владивосток» Юлії Савичевої.

### «Mama Lover»
30 липня 2011 група «Serebro» на фестивалі «Europa Plus Live» представила свою нову пісню «Mama Lover». 5 серпня відбулася ексклюзивна прем'єра треку на радіостанціях «Love Radio» і «DFM». Після вийшла російськомовна версія цієї пісні під назвою «Мама Люба».
15 вересня 2011 на порталі Ello відбулася прем'єра кліпу на пісню «Мама Люба», який став хітом відеохостингу YouTube. За 4 дні він набрав понад 280 тисяч переглядів, менш ніж за 10 днів відмітка переглядів перевалила за мільйон. Пісня «Мама Люба» очолювала чарт найбільш продаваних цифрових треків у Росії, за інформацією компанії 2М і Lenta.ru, 9 тижнів поспіль займала 1 місце чарта за заявками радіослухачів СНД (Tophit Топ-100 за заявками), увійшла в офіційні чарти Іспанії, Італії, Бельгії та Чехії. У травні група вирушила в промотур по країнах Європи — дівчата відвідали Італію, Францію і Іспанію, де брали участь у телешоу, радіопередачах, давали інтерв'ю місцевим виданням і брали участь у фотосесіях. 19 червня 2012 в Європі вийшов дебютний англомовний альбом «Mama Lover», який став платиновим з продажу в Італії. За словами солісток групи, альбом призначений для релізу в країнах Європи і в Росії не вийде. У серпні група стала лідером за кількістю номінацій на музичну премію телеканалу RU TV і 29 вересня група отримала приз цієї премії в категорії «Найкращий танцювальний трек» за пісню «Мама Люба». У вересні також стало відомо, що дівчата номіновані на премію MTV EMA в категорії «Найкращий російський артист».

### 2012— теперішній час
У вересні група SEREBRO відвідала Мексику, виступили на великому концерті El Gran Concierto, а також взяли участь у зйомках програми «Канікули в Мексиці». 4 жовтня 2012 на офіційному каналі італійського лейбла EGO відбулася прем'єра кліпу на пісню «Gun». Свій перший мільйон переглядів кліп набрав вже через 8 днів. Сингл «Gun», прем'єра якого в Італії відбулася 29 вересня 2012 року, став платиновим, продавши понад 30 тисяч копій. 11 жовтня група випустила російське видання альбому «Mama Lover». Трек-лист від європейського видання відрізняється тільки російськомовною версією пісні «Gun» — «Хлопчик». 4 листопада в програмі «Вечірній Ургант» SEREBRO виконали пісню «Paradise» з альбому «Mama Lover». У грудні стало відомо, що група SEREBRO номінована на премію World Music Awards 2012 в номінації «Best Group». Наприкінці року дівчата взяли участь у підсумковому концерті хіт-параду «Червона Зірка» і отримали диплом за пісню «Мама Люба».
14 лютого на Big Love Show 2013 колектив представив нову пісню «Sexy Ass» з майбутнього альбому. Наприкінці лютого група уклала контракт з японським лейблом EMI. 19 березня почалася промотур групи з Японії, а 20 березня в Токіо група представила японське видання альбому «Mama Lover — SEREBRATION!». 14 травня на порталі TopHit відбулася прем'єра нового синглу «Мало тебе». Трек потрапив в офіційні чарти Росії, України, Латвії та Польщі. 10 червня на каналі EGO було презентовано кліп на пісню «Mi Mi Mi». Сингл створив другу «хвилю» популярності в світі. Менш ніж за 3 місяці після прем'єри відеокліп перевищив позначку в 15 000 000 переглядів. Сингл став хітом в Італії і був сертифікований як «золотий». Трек добрався до другого рядка найбільш скачуваних пісень Польщі. У Німеччині «MI MI MI» стала піснею місяця за версією «TOP100Fan». У Греції композиція була названа однією з пісень року. Пісню чекав успіх і в Кореї, там їй вдалося очолити CyWorld Music South Korea Chart. Сингл потрапив в Dance Charty таких країн, як Італія, Нідерланди, Японія, Франція, Австрія, Люксембург, Іспанія, Швеція, Португалія, Мексика, Данія, Німеччина, Ірландія, Швейцарія, Норвегія, Бельгія та США. 18 вересня відбулася прем'єра спільного треку групи SEREBRO і DJ MEG — «Чад».
Свій успіх дівчата пояснюють так: "Ми абсолютно класні російські дівчата, і все. Що ми робимо, ми намагаємося робити позитивно, і це всім подобається! "На звістку про розлучення президента Росії Володимира Путіна Олена Темнікова і Ольга Серябкіна заявили: " Ми дуже любимо нашого президента, і все, що він робить, вважаємо правильним! ".
27 вересня 2013 на одному з концертів групи, Анастасія Карпова заявила про відхід з групи і початку своєї сольної кар'єри.
3 жовтня офіційний сайт групи SEREBRO повідомив про появу в колективі нової солістки Дар'ї Шашиної.
22 жовтня відбулася прем'єра кліпу «Чад».
2014 для групи починається з релізом нового синглу. 19 січня, Serebro з'являються в ефірі радіостанції «Love Radio», щоб представити другий російськомовний сингл на підтримку їхнього третього студійного альбому, під назвою «Я тебе не віддам». Днем пізніше, трек вийшов офіційно. Уже в перший тиждень трек очолив російський чарт iTunes. Прем'єра відеокліпу до синглу відбулася 13 березня 2014 року.
14 лютого Олена Темнікова повідомила, що 3 грудня у неї закінчується контракт і продовжувати його вона не планує у зв'язку з бажанням створити сім'ю і народити дитину. Проте 15 травня офіційний сайт групи розмістив новину про те, що Олена покинула колектив достроково через погіршення стану здоров'я солістки. Максим Фадєєв вирішив, що замість Олени в групу повернеться колишня учасниця групи Анастасія Карпова, що покинула колектив у вересні 2013 року.
5 червня була представлена Поліна Фаворська — нова солістка групи, що замінила Олену Темнікову. Наприкінці 2017 року Поліна Фаворська покинула групу. SEREBRO провели кастинг на місце 3-ї учасниці групи в якому перемогла Тетяна Моргунова.
У 2024 році гурт возз'єднався і новими учасницями колективу стали Дар'я Кузнєцова, Айгуль Валіуліна та Діана Рак. 29 листопада вийшов перший сингл групи в оновленому складі " Song #2 " 

### Музичний стиль
Логотип групи
У 2007 році «Serebro», завдяки старту групи з «Євробачення», відразу привернули до себе увагу російських і європейських журналістів. Сайт «Utro.Ru» у травні 2007 писав, що протягом останніх двох місяців група була найбільш обговорюваною не лише в ЗМІ, а й серед представників вітчизняного шоу-бізнесу. Директор музичного мовлення російського «Першого каналу» Юрій Аксюта стверджував, що рішення послати нікому не відомий гурт було ухвалено експертною радою одностайно, відразу після того, як вони почули демоверсію «Song # 1». «Решта кандидатів, серед яких були Панайотов з Чумаковим, Діана Гурцкая, Поліна Гріффітс, групи „Банд'Ерос“ і „TOKiO“, виявилися на голову і навіть на дві нижче, ніж „Serebro“» — додавав він. Композитор Володимир Матецький описав дебютну пісню колективу як «дуже сучасну, динамічну», додавши, що група симпатична йому тим, що вона не відноситься ні до традиційного для «Євробачення» напрямку, ні до фріків. Лариса Долина, побачивши виступ «Serebro» перед експертною комісією «Першого каналу», говорила: «Вони дуже впевнено співають, дуже добре рухаються, такий дуже хороший європейський рівень». Британський телеканал BBC відзначав «вельми рідкісну для „Євробачення“» стильність групи, додавши, що модною в Британії групі «Girls Aloud» було б не соромно мати в репертуарі таку пісню, як «Song # 1».Портал "Intermedia. Ru «порівняв групу з іншим британським гьорлз-бендом, назвавши» Serebro «російським клоном» Sugababes «, проте, зазначивши при цьому, що копія вийшла» дуже якісною ". Оцінюючи результат групи на конкурсі, третє місце, музичний критик Артур Гаспарян зазначав, що такого високого результату група домоглася без "… оглушливої промокампанії, […] без історії і потужних фан-клубів, як у більшості розкручених виконавців; не було найнятих «піар-квакерів», що створюють закулісний ажіотаж на подібних заходах; і найголовніше — тільки 12 травня в Хельсінкі вони вперше (!) вийшли на сцену як колектив. День народження! І відразу — на міжнародній у всіх сенсах сцені! « Олексій Мажаєв з InterMedia.ru писав, що, виступивши на конкурсі» більш ніж успішно "для дебютанток, " попутно довівши, що на цьому конкурсі гучне ім'я означає не більше, ніж точно зроблені композиція і номер «, учасниці» Serebro «миттєво перейшли в категорію» зірок ", а хіти Фадєєва дозволили групі підтримувати швидко придбаний високий статус і після «Євробачення». Гуру Кен писав, що, відправивши «Serebro» на «Євробачення», Максим Фадєєв «небезпечно ризикнув і крупно виграв», висловивши думку, що «… не завоюй група третього місця на престижному в Росії конкурсі, навряд чи англомовний клон прогресивних англійських тин- груп став би так широко відомий. У кращому випадку, з піснею „Song # 1“ його чекала б доля нікому не потрібних „Plazma“ чи тієї ж фадеевской „Total“». Дебютний альбом" ОпіумRoz «був названий журналом» Billboard "найбільш очікуваним релізом 2008 року, а після виходу був названий ним «перевершив всі очікування».
З приходом Анастасії Карпової в 2009 році і початком запису другого студійного альбому стиль групи знову дещо змінився — дебютний кліп у новому складі, «Солодко», був анонсований як «перший еротичний відеокліп» групи. На що пішли за ним сингли «Не час», «Давай триматися за руки» і «Мама Люба» також зняті кліпи з відвертим сюжетом.
Черговий сплеск уваги журналістів до «Serebro» розпочався після виходу синглу «Мама Люба». За словами Максима Фадєєва, пісня була визнана «неформату» керівництвом більшості російських радіостанцій. Пісня та відеокліп отримували негативні відгуки за присутність нецензурних слів у тексті, а також відверте поведінку солісток в кліпі. У той же час Булат Латипов з «Афіші» порівнював «Маму Любу» з треками «Duck Sauce».Тим часом набирає популярність синглу «Mama Lover» у країнах Європи та Латинської Америки привернула до них увагу іноземних ЗМІ. Багато критики назвали цю пісню «візитною карткою» групи, незважаючи на участь у конкурсі «Євробачення» з «Song # 1». Італійський Corriere.it в цьому зв'язку порівняв «Serebro» з їх «Mama Lover» з російською групою tATu з їх головним хітом «All The Things She Said» і скандальним кліпом на цю пісню. Серджіо Цадедду з «Musicsite Italia» назвав пісню «досить легкою, щоб стати популярною, танцювальною, орієнтованою на маси і без всякого сенсу», а також додав, що «молоді люди напевно з радістю додадуть сингл в свої плей-листи на кілька тижнів, особливо якщо до пісні вони докладуть відео та фото цих симпатичних старлеток». Excitenews.es описав пісню яка «запам'ятовується і танцювальну». Італійська журналістка Діана Гульельміні, говорячи про сингл, сказала «… сингл „Mama Lover“ — це нова „пісенька-прилипала“ цього літа. Пісня була випущена ще в серпні 2011, а тепер прийшла і до Італії. Відео з трьома дівчатами, відверто одягненими і нескромно себе провідними, підкорило мережу. Причому молоде покоління, ймовірно, куди більше оцінило кліп, ніж саму пісню», додавши, що «„Serebro“ має серйозні шанси завоювати музичні ринки за межами Росії». 